# Forum de Valencia
El Forum de Valencia es un complejo deportivo multiuso que se ubica en la ciudad de Valencia, capital del estado Carabobo, en Venezuela, usado principalmente para partidos de baloncesto, presentación de diversos espectáculos y eventos de todo tipo. Es sede del equipo de baloncesto profesional Trotamundos de Carabobo y del equipo de voleibol Industriales de Valencia. Es el segundo centro de eventos más grande e importante de Venezuela después del Poliedro de Caracas.

## Historia

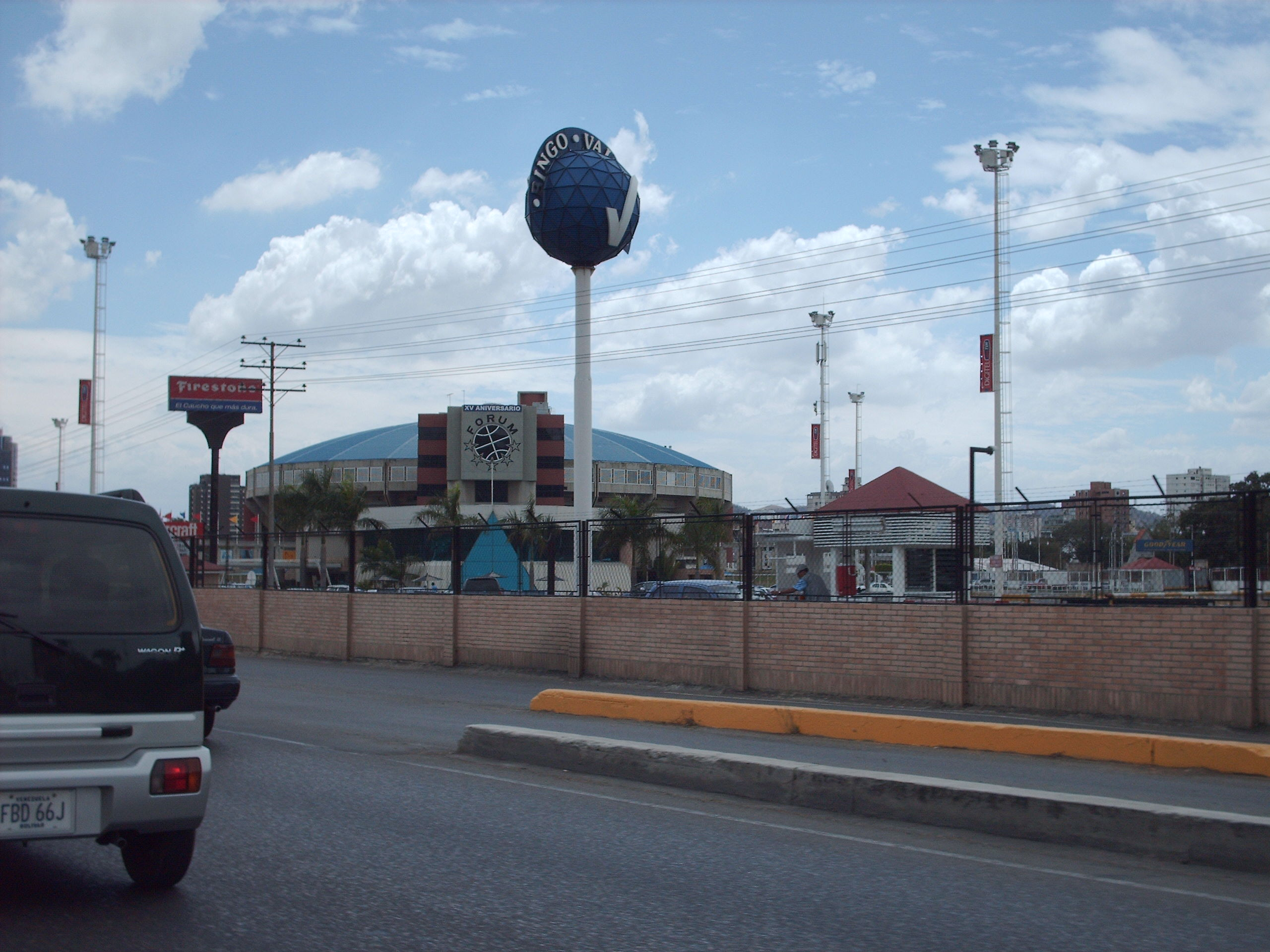
Vista del Forum desde la Autopista del Este

La idea del proyecto fue inicialmente pensada por el dueño de los Trotamundos de Carabobo, Germán Blanco Romero, ya que el estadio utilizado originalmente para los partidos de su equipo comenzaba a requerir de más espacio, debido a que muy a menudo sobrepasaba su capacidad límite.
En 1989, luego de que su equipo consiguiera el cuarto título como campeón de Liga, la afición desborda la pequeña instalación y decide anunciar que construirá un gimnasio nuevo, más grande y confortable para los aficionados de su equipo. Así se inicia la preparación del proyecto que luego se convertiría en el Forum de Valencia en solo tres años, basado en un proyecto presentado por el arquitecto Manuel Núñez que resumía ideas de los grandes gimnasios de la NBA, con una estructura que asemeja mucho un balón enterrado en el piso. El complejo fue inaugurado el 8 de marzo de 1991.
Más tarde, en el año 2005, se inaugura el Parque Temático del Primer Viaje al interior de la Computadora más grande del mundo, el Parque Mundo Binario, un centro de atracción dedicado a la tecnología.
En el 2006, los Trotamundos de Carabobo consiguen su octavo título de campeón. En el marco de la celebración del XV aniversario se inauguró la primera etapa del Salón de la Fama del Baloncesto, diseñado por el Arq. Rafael Márquez. Luego, en el 2008 se inauguró la sede completa, actualmente único museo del baloncesto de Venezuela.
Dentro de sus instalaciones también funcionaba un restaurante de gastronomía japonesa (Koyoka), también obra del Arq. Márquez, y los estudios de la planta televisiva Forum TV, la cual operaba como franquicia del canal oriental Telecaribe. Este último canal fue vendido a Color TV (hoy TeleAragua).

## Capacidad y uso
Las tribunas pueden dar asiento hasta 10 000 espectadores. La arena del estadio ha sido utilizada con diversos motivos a partir de su inauguración: Asamblea de los Testigos de Jehová, sala de conciertos; cancha para partidos de baloncesto, fútbol de salón y voleibol y arena para deportes de lucha como artes marciales, esgrima. Cabe destacar que anexo al mismo se ubica un restaurante japonés.

## Conciertos de artistas internacionales
| País                                     | Artista                           | Año                       |
| ---------------------------------------- | --------------------------------- | ------------------------- |
| Bandera de Estados Unidos                | Rare Earth                        | 1991                      |
| Bandera de México                        | Carlos Santana                    | 1991                      |
| Bandera de Estados Unidos                | Gloria Gaynor                     | 1991                      |
| Bandera de Puerto Rico                   | Menudo                            | 1992                      |
| Bandera de Estados Unidos                | REO Speedwagon                    | 1992                      |
| Bandera de Argentina                     | Soda Stereo                       | 1995                      |
| Bandera de México                        | Maná (banda)                      | 1995                      |
| Bandera de México                        | Molotov                           | 1998                      |
| Bandera de Italia                        | Luciano Pavarotti                 | 1998                      |
| Bandera del Reino Unido                  | UB40                              | 1999                      |
| Bandera de Colombia                      | Shakira                           | 2000                      |
| Bandera de Argentina                     | Gustavo Cerati                    | 2000 - 2007               |
| Bandera del Reino Unido                  | Rick Wakeman                      | 2000                      |
| Bandera del Reino Unido                  | Ian Anderson                      | 2000                      |
| Bandera de Puerto Rico                   | Carlos Ponce                      | 2001                      |
| Bandera de Guatemala                     | Ricardo Arjona                    | 2001 - 2003               |
| Bandera de México                        | Cristian Castro                   | 2001                      |
| Bandera de España                        | Barón Rojo (banda)                | 2001                      |
| Bandera de Puerto Rico                   | Chayanne                          | 2002                      |
| Bandera de Chile                         | La Ley (banda)                    | 2002                      |
| Bandera de Argentina                     | A.N.I.M.A.L.                      | 2002                      |
| Bandera de México                        | Belinda                           | 2004                      |
| Bandera de México                        | Kinky                             | 2004                      |
| Bandera de Argentina                     | Fito Páez                         | 2005                      |
| Bandera de Argentina                     | Paul Di'Anno                      | 2005                      |
| Bandera de México                        | RBD                               | 2005/2006                 |
| Bandera de Puerto Rico                   | Olga Tañón                        | 2005 - 2008 - 2011        |
| Bandera de México                        | Juan Gabriel                      | 2006                      |
| Bandera de Chile                         | Quique Neira                      | 2006                      |
| Bandera de Argentina                     | Los Cafres                        | 2006                      |
| Bandera de Puerto Rico                   | Wisin & Yandel                    | 2006 - 2008 - 2009 - 2010 |
| Bandera de Argentina                     | Floricienta                       | 2006                      |
| Bandera de México                        | Juan Gabriel                      | 2006                      |
| Bandera de Puerto Rico                   | Daddy Yankee                      | 2007,2008                 |
| Bandera de Argentina                     | Rata Blanca                       | 2007                      |
| Bandera de Puerto Rico                   | Don Omar                          | 2007                      |
| Bandera de Chile                         | Kudai                             | 2007                      |
| Bandera de Estados Unidos                | Lazy Town                         | 2007                      |
| Bandera de México · Bandera de Argentina | Sin Bandera                       | 2008                      |
| Bandera de Estados Unidos                | Dream Theater                     | 2008                      |
| Bandera de Estados Unidos                | Testament                         | 2008                      |
| Bandera de los Países Bajos              | Epica (banda)                     | 2008                      |
| Bandera de Estados Unidos                | Marc Anthony                      | 2008 - 2013               |
| Bandera de España                        | Mägo de Oz                        | 2008                      |
| Bandera de Estados Unidos                | Deicide                           | 2008                      |
| Bandera de México                        | Alejandro Fernández               | 2008-2011                 |
| Bandera de México                        | Cafe Tacvba                       | 2009                      |
| Bandera de Argentina                     | Patito Feo                        | 2009                      |
| Bandera de España                        | El Canto del Loco + Amaia Montero | 2009                      |
| Bandera de España                        | Enrique Iglesias                  | 2009                      |
| Bandera de Estados Unidos                | The Casualties                    | 2009                      |
| Bandera de Portugal                      | Moonspell                         | 2009                      |
| Bandera de Suecia                        | Tiamat (banda)                    | 2009                      |
| Bandera de Irlanda                       | The Cranberries                   | 2010                      |
| Bandera de México                        | Camila                            | 2010 - 2011               |
| Bandera de Estados Unidos                | Gamma Ray                         | 2010                      |
| Bandera de Estados Unidos                | Anthrax                           | 2010                      |
| Bandera de Puerto Rico                   | Gilberto Santa Rosa               | 2010                      |
| Bandera de Inglaterra                    | Roger Hodgson                     | 2010                      |
| Bandera de España                        | Estopa                            | 2010                      |
| Bandera de Estados Unidos                | Aventura                          | 2010                      |
| Bandera de España                        | Melendi                           | 2011 - 2012               |
| Bandera de Argentina                     | Noel Schajris                     | 2011                      |
| Bandera de Puerto Rico                   | Calle 13                          | 2011                      |
| Bandera de España                        | Chico & The Gypsies               | 2011                      |
| Bandera de la República Dominicana       | Juan Luis Guerra                  | 2011                      |
| Bandera de Puerto Rico                   | Ricky Martin                      | 2011                      |
| Bandera de Italia                        | Umberto Tozzi                     | 2011                      |
| Bandera de Puerto Rico                   | Luis Fonsi                        | 2011                      |
| Bandera del Reino Unido                  | Paul Oakenfold                    | 2011                      |
| Bandera de Colombia                      | Fanny Lu                          | 2011                      |
| Bandera de Italia                        | Il Volo                           | 2012                      |
| Bandera de Venezuela · Bandera de España | Soledad Bravo                     | 2012                      |
| Bandera de Estados Unidos                | Romeo Santos                      | 2012                      |
| Bandera de España                        | Hombres G                         | 2012                      |
| Bandera de Estados Unidos                | Prince Royce                      | 2012                      |
| Bandera de Venezuela                     | Zapato 3                          | 2012                      |
| Bandera del Reino Unido                  | Il Divo                           | 2012                      |
| Bandera de Estados Unidos                | Sky Blu                           | 2012                      |
| Bandera de Surinam                       | Chuckie                           | 2012                      |
| Bandera de España                        | Jarabe de Palo                    | 2012                      |
| Bandera de Estados Unidos                | Fear Factory                      | 2012                      |
| Bandera de España                        | Julio Iglesias                    | 2012                      |
| Bandera de Colombia                      | Juanes                            | 2013                      |
| Bandera de España                        | Pablo Alborán                     | 2013                      |
| Bandera de España                        | Mala Rodríguez                    | 2013                      |
| Bandera de Colombia                      | Reykon                            | 2013                      |
| Bandera de México                        | Luis Miguel                       | 2013                      |
| Bandera de Alemania                      | Paul van Dyk                      | 2013                      |
| Bandera de Panamá                        | Miguel Bosé                       | 2013                      |
| Bandera de Argentina                     | Violetta                          | 2013                      |
| Bandera de México                        | Marco Antonio Solís               | 2013                      |
| Bandera de Colombia                      | Maluma                            | 2013 - 2016               |
| Bandera de Argentina                     | Los Pericos                       | 2014                      |
| Bandera de Estados Unidos                | Victor Manuelle                   | 2014                      |
| Bandera de Estados Unidos                | Major Lazer                       | 2015                      |
| Bandera de México                        | Gloria Trevi                      | 2015                      |
| Bandera de Puerto Rico                   | Yandel                            | 2016                      |
| Bandera de Estados Unidos                | J Quiles                          | 2016                      |
| Bandera de Puerto Rico                   | Plan B                            | 2016                      |
| Bandera de Puerto Rico                   | Farruko                           | 2016                      |
| Bandera de Estados Unidos                | CNCO                              | 2017                      |
| Bandera de Brasil                        | Marcos Brunet                     | 2018                      |
| Bandera de Estados Unidos                | J Quiles                          | 2022                      |
| Bandera de Venezuela                     | Rawayana                          | 2023                      |